# Fridolin
Fridolin ist ein männlicher Vorname, der aus dem Althochdeutschen stammt und „der Friedensreiche“ bedeutet. Es handelt sich auch um eine Verkleinerungsform von Friedrich. Der Name kommt insbesondere im deutschen Sprachraum vor.

## Varianten
- Fridulin, Friedolin, Friedel, Frido, Fridli, Friedbert, Fridi, Frodo

## Bekannte Namensträger

### Historische Personen
- Fridolin von Säckingen, Missionar und Klostergründer und Heiliger
- Stephan Fridolin (~1430–1498), Franziskaner

### Personen der Neuzeit
- Fridolin Achten (* 1992 oder 1993), deutscher Musiker und Fernsehmoderator
- Fridolin Aichner (1912–1987), deutsch-mährischer Lehrer und Schriftsteller
- Fridolin Ambongo Besungu (* 1960), kongolesischer Ordensgeistlicher, Erzbischof von Kinshasa
- Fridolin Anderwert (1828–1880), Schweizer Politiker
- Fridolin Beeler (1921–1943), Schweizer Landesverräter (hingerichtet)
- Fridolin Bosch (1889–1964), deutscher Architekt
- Fridolin Dallinger (1933–2020), österreichischer Komponist, Musikpädagoge und Maler
- Fridolin Dietsche (1861–1908), deutscher Bildhauer
- Fridolin Fassbind (1821–1893), Schweizer Hotelier und Politiker
- Fridolin von Freythall (1832–1903), österreichischer Heimatdichter
- Otto Fridolin Fritzsche (1812–1896), deutscher protestantischer Theologe
- Fridolin Gallati (1885–1987), Schweizer Unternehmer
- Fridolin Glarner (1762–1849), Schweizer Unternehmer
- Fridolin Gnädinger (1921–2009), deutscher Tierarzt und Imker
- Fridolin Anton Grob (1745–1807), Schweizer Landrat und Künstler
- Fridolin Hauser (1912–1987), Schweizer Politiker
- Fridolin Heurich (1878–1960), deutscher Politiker
- Fridolin Hofer (1861–1940), Schweizer Dichter
- Fridolin Huber (Maler) († 1835), Schweizer Maler
- Fridolin Huber (Geistlicher) (1763–1841), deutscher katholischer Geistlicher und Theologe
- Fridolin Huber (Politiker) (1809–1886), Schweizer Unternehmer und Politiker
- Fridolin Huber-Brunner (* 1935), Schweizer Bildhauer
- Fridolin Krasser (1863–1922), österreichischer Paläobotaniker
- Fridolin Laager (1883–1975), Schweizer Politiker
- Fridolin Leiber (1843–1912), deutscher Maler
- Fridolin Mann (* 1940), deutschsprachiger Psychologe und Schriftsteller
- Fridolin Mück (1875–1949), österreichischer Politiker
- Fridolin Puhr (1913–1957), SS-Hauptsturmführer und KZ-Truppenarzt
- Fridolin Roth (1839–1920), Schweizer Politiker
- Fridolin Rothermel (1895–1955), bayerischer Politiker und Bauernverbandsvertreter
- Fridolin Sandberger (1826–1898), deutscher Geologe und Mineraloge
- Fridolin Schley (* 1976), deutscher Schriftsteller
- Fridolin Schuler (1832–1903), Schweizer Pädiater
- Fridolin von Senger und Etterlin (1891–1963), deutscher Offizier
- Fridolin Karl Leopold Spenner (1798–1841), deutscher Botaniker
- Fridolin Stier (1902–1981), deutscher katholischer Theologe
- Fridolin Tschudi (1912–1966), Schweizer Schriftsteller

### Fiktive Personen
- Fridolin, Protagonist Arthur Schnitzlers Traumnovelle
- Fridolin Kiesewetter, ein Versicherungsvertreter in der Comicserie Tim und Struppi
- Fridolin Freudenfett, legendärer Einwohner von Entenhausen

## Sonstiges
- „Fridolins“ nannten viele Franzosen die deutschen Besatzer während der deutschen Besetzung Frankreichs im Zweiten Weltkrieg.[2]
- Fridolin war der Name des Maskottchens, der 44. Weltmeisterschaft im Sportschießen in Suhl 1986.[3]
- VW Fridolin, ein ehemaliger Kleinlieferwagen der Firma Volkswagen